# Luo Yutong
Luo Yutong (罗玉通S; Huicheng, 6 ottobre 1985) è un tuffatore cinese, specialista del trampolino da 3m e da 1m, sia nella prova individuale che in quella sincro.

## Palmarès
- Giochi olimpici

Londra 2012: oro nel sincro 3 m.
- Mondiali di nuoto

Melbourne 2007: oro nel trampolino 1 m.
Shanghai 2011: oro nel sincro 3 m.
- Giochi asiatici

Doha 2006: oro nel trampolino 1 m e argento nel trampolino 3 m.
Canton 2010: oro nel sincro 3 m e argento nel trampolino 3 m.
- Vincitore della Coppa del Mondo del sincro 3m nel 2010 e nel 2012